# 白井三津雄
白井 三津雄（しらい みつお、1957年10月13日 - ）は、高校サッカーの監督。山口県出身。

## 来歴
漁師の家に生まれ、24歳の時に父親を遭難で失う。
多々良学園高等学校在学中はDFとしてインターハイ出場。山口県国体選抜キャプテンとしてプレー。卒業後日本体育大学体育学部体育学科へ進学、インカレで優勝する。
山口県教員団（現レノファ山口FC）に所属し選手として活躍。母校である山口県の曹洞宗学校多々良学園高等学校（現高川学園高等学校）においてサッカー部監督を25年務める。一方、国体選抜の監督を務めたりと山口県のサッカーレベルの向上に尽力。最優秀監督賞を15年連続受賞。防府市名誉市民賞受賞。
全国高等学校サッカー選手権大会において15年連続出場の記録を樹立。2006年日本高校選抜チームを率いてベリンツォーナ国際大会に出場し、優勝をおさめる。
2009年4月から学校法人鴻城義塾宇部鴻城高等学校に体育科教諭・サッカー部監督として赴任。

## 近年の主な功績（全国大会以上）
- 平成11年度　全国高校総体（インターハイ）　第3位
- 平成14年度　全国高校総体　第3位
- 平成14年度　全日本ユース大会　第3位
- 平成17年度　第84回全国高等学校サッカー選手権大会　ベスト4
- 平成18年度　ベリンツォーナ国際大会優勝（日本高校選抜）
- 平成19年度　第86回全国高等学校サッカー選手権大会　ベスト4
- 全国高等学校サッカー選手権大会15年連続出場

## 教え子
- 安部雄大（ヴィッセル神戸ジュニア監督）
- 藏川洋平（ロアッソ熊本所属）
- 高松大樹（大分トリニータ所属、サッカー日本代表）
- 中原貴之（ベガルタ仙台所属）
- 中山元気（レノファ山口FCU-18監督）
- 藤田泰成（FC町田ゼルビア所属）
- 横山聡（TDKサッカー部所属）
- 伊藤淳嗣（栃木SC所属）　など。